# Trinitat Monegal i Nogués
Trinitat Monegal i Nogués   (Barcelona, 20 d'agost de 1869 - Barcelona, 4 de febrer de 1933) fou un jurista i polític català.

## Biografia
Va néixer al carrer de la Blanqueria de Barcelona, fill d'Esteve Monegal i Soler, natural de Sant Llorenç de Morunys, i de Dolors Nogués i Fàbregas, natural de Barcelona. Fou germà, entre d'altres, de l'alcalde Josep Monegal i Nogués (1854-1931), fundador també de la colònia tèxtil de Casserres, de l'eclesiàstic Esteve Monegal i Nogués i de Ramon Monegal i Nogués (1861-1942), que fou el pare de Esteve Monegal i Prat, fundador de l'empresa de perfumeria Myrurgia. Es llicencià en dret i alhora va exercir com a inancer en empreses del sector del metall. També va impulsar diverses publicacions com Joventut i El Poble Català i fou soci de l'Ateneu Barcelonès i de la Societat Econòmica Barcelonesa d'Amics del País.
Interessat també per la política, el 1903 fou vocal de la Unió Catalanista i milità primer al Centre Nacionalista Republicà i després a l'Esquerra Catalana. En aplicació de la Llei de Jurisdiccions, el 1908 fou jutjat en consell de guerra i empresonat per un article. Nogensmenys, a les eleccions municipals de 1909 fou escollit regidor de l'ajuntament de Barcelona per l'Esquerra Catalana. Després formà part de la Unió Federal Nacionalista Republicana fins que va signar el pacte de Sant Gervasi en 1914.

## Obres
- Tribunals de comerç (1918)